# Durlinsdorf
Durlinsdorf je občina v departmaju Haut-Rhin francoske regije Alzacija.
Leta 1990 je v občini živelo 462 oseb oz. 59 oseb/km².